# ジロ・デ・イタリア 1924
ジロ・デ・イタリア 1924は、自転車競技のロードレース大会であるジロ・デ・イタリアの12回目のレース。1924年5月10日から6月1日まで行われた。全12区間。全行程3613km。

## 総合成績
|    | 選手名                       | 国籍         | 時間            |
| -- | ---------------------------- | ------------ | --------------- |
| 1  | ジュゼッペ・エンリーチ       | イタリア王国 | 143時間43分37秒 |
| 2  | フェデリコ・ゲイ             | イタリア王国 | + 58分21秒      |
| 3  | アンジョーロ・ガブリエッリ   | イタリア王国 | + 1時間56分53秒 |
| 4  | セコンド・マルティネット     | イタリア王国 | + 2時間13分51秒 |
| 5  | エネア・ダル・フィウメ       | イタリア王国 | + 2時間19分00秒 |
| 6  | ジャンバッティスタ・ジッリ   | イタリア王国 | + 2時間59分00秒 |
| 7  | ヴィタリアーノ・ルリ         | イタリア王国 | +3時間28分32秒  |
| 8  | ジョヴァンニ・ロッシニョーリ | イタリア王国 | + 3時間29分08秒 |
| 9  | オッタヴィオ・プラテージ     | イタリア王国 | + 4時間03分00秒 |
| 10 | アルフレード・シヴォッチ     | イタリア王国 | + 4時間03分36秒 |

## 総合首位
| 選手名                 | 国籍         | 首位区間 |
| ---------------------- | ------------ | -------- |
| バルトローメオ・アイモ | イタリア王国 | 第1-第2  |
| フェデリコ・ゲイ       | イタリア王国 | 第3-第6  |
| ジュゼッペ・エンリーチ | イタリア王国 | 第7-最終 |